# Chilocoristes
Chilocoristes es un género de escarabajos  de la familia Chrysomelidae. En 1895 Weise describió el género. Contiene las siguientes especies:
- Chilocoristes fasciatus Medvedev, 1999
- Chilocoristes fulvus Medvedev, 1999
- Chilocoristes mohamedsaidi Medvedev, 1999
- Chilocoristes poggii Medvedev, 2002
- Chilocoristes thailandicus Medvedev, 1999